# Modelli per la valutazione dell'erosione

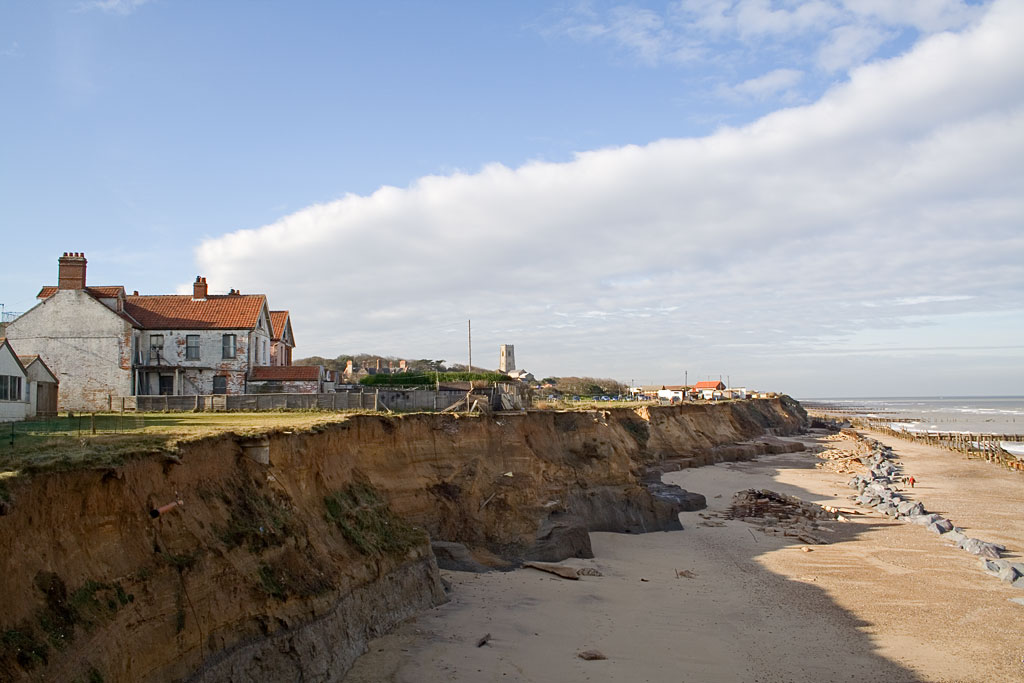
Erosione costiera

I modelli per la valutazione dell'erosione sono di norma applicati a bacini idrogeologici, valli e pianure, per valutare le differenti forme di erosione sotto forma sia liquida che solida. Sono altresì finalizzati a valutare gli impatti dell'erosione a livello ambientale, come la degradazione e la perdita del suolo a causa di agenti meteorologici (es. temporali) e inquinanti.

Esistono modelli matematici per valutare l'erosione idrica.

## Modello RUSLE
Uno tra i modelli più utilizzati per la valutazione dell'erosione di un versante è il "Revised Universal Soil Loss Equation".

Il RUSLE non è altro che una revisione dell'Universal Soil Loss Equation (USLE) per essere adattato ad ambienti topografici complessi.

I modelli USLE e RUSLE non sono altro che una serie di equazioni matematiche da cui si ottiene il valore medio del tasso di perdita di suolo, dovuto ad erosione. La relazione generale è 
{\displaystyle {\dot {V}}=R\,K\,L_{S}\,C\,P}
dove:
- V: tasso di perdita di suolo medio stimato
- R: fattore erosività della pioggia
- K: fattore erodibilità del suolo
- LS: fattore topografico
- C: copertura del suolo (es. copertura della vegetazione)
- P: fattore di influenza del controllo artificiale  (pratica antierosiva)

## Modello PSIAC
Il modello PSIAC (Pacific Southwest Inter-Agency Committee) è un modello sviluppato negli Stati Uniti nel 1968 per stimare l'erosione superficiale in un bacino. Esso consiste nel tenere conto di alcuni fattori e di stimarne l'influenza che hanno sul fenomeno erosivo tramite l'assegnazione di un valore tabellato. I fattori considerati e l'intervallo di valori che è possibile assegnare ad ognuno sono:
- geologia del terreno (caratteristiche litologiche, presenza di fratture; tra 0 e 10);
- caratteristiche del suolo (tessitura, pietrosità, contenuto di sostanza organica; tra 0 e 10);
- caratteristiche climatiche ed idrologiche (intensità e natura delle precipitazioni, fenomeni di gelo-disgelo; tra 0 e 10);
- deflusso superficiale (presenza di picchi di piena, portata liquida per unità di superficie del bacino; tra 0 e 10);
- topografia (pendenza; tra 0 e 20);
- copertura vegetale (natura e densità del popolamento vegetale; tra -10 e 10);
- utilizzo del suolo (tra -10 e 10);
- erosione areale (frequenza di segni di erosione sulla superficie del bacino; tra 0 e 25);
- erosione lineare fluviale (tra 0 e 25).

Dalla sommatoria dei valori assegnati si giunge ad un valore compreso tra 0 e 130 a cui corrisponde una classe e un'erosione superficiale media annuale stimata secondo la seguente tabella:
| Valore | Classe | Erosione stimata (m3/ha) |
| ------ | ------ | ------------------------ |
| >100   | 1      | >14,29                   |
| 75-100 | 2      | 4,76-14,29               |
| 50-75  | 3      | 2,38-4,76                |
| 25-50  | 4      | 0,95-2,38                |
| <25    | 5      | <0,95                    |

## Modello Gavrilovic
Il metodo Gavrilovic permette la valutazione della portata volumetrica di asportazione (in m3/y) dallo strato superficiale:
{\displaystyle {\dot {V}}=\pi h{\sqrt {X^{3}\,Y^{3}\,S\,({\frac {\langle T\rangle }{10}}+10)(\phi +{\sqrt {I}})^{3}}}}
Dove:
- h: precipitazione media in mm/y;
- X: coefficiente tabellato relativo alla protezione del suolo da parte della vegetazione;
- Y: coefficiente tabellato in funzione dell'erodibilità del suolo a causa della sua litologia;
- S: superficie del bacino in km2;
- <T>: è l'isoterma media annua;
- Φ: coefficiente che esprime il tipo dei processi di erosione e la loro forza;
- I: pendenza media del bacino.